# Darby Stanchfield
Darby Leigh Stanchfield (Kodiak, 29 de abril de 1971) é uma atriz norte-americana. Ela é mais conhecida por seu papel como Abby Whelan na ABC série de drama  Scandal (2012–2018). Stanchfield também é conhecido por papéis como April Green na CBS série de drama pós-apocalíptica Jericho (2006–2007), e como Helen Bishop na série de época Mad Men (2007–2008). Desde 2020, ela estrela como Nina Locke na série de terror e fantasia da Netflix Locke & Key.

## Vida Inicial
Stanchfield nasceu e cresceu em Kodiak, Alasca, onde seu pai era pescador comercial. Mais tarde, ela se mudou para o porto holandês nas Ilhas Aleutas e, finalmente, para a Mercer Island, perto de Seattle. Ela frequentou a Universidade de Puget Sound, graduando-se em 1993 com uma licenciatura em Comunicações e especialização em teatro. Ela se formou na American Conservatory Theatre em São Francisco.

## Carreira

### 2000–2011
Stanchfield começou sua carreira no teatro e fez sua estréia na televisão em um episódio do drama policial da CBS, Diagnosis: Murder, em 2000. Mais tarde, ela apareceu em uma série de programas de televisão, incluindo dramas Angel, Monk, American Dreams, Strong Medicine, Without a Trace, Nip/Tuck, Bones, Cold Case e The Mentalista e nas sitcoms It's All Relative American Dreams e How I Met Your Mother. Em filmes, ela teve o papel principal feminino ao lado de Josh Duhamel na adaptação de 2004 de Oscar Wilde O Retrato de Dorian Gray, e co-estrelou como a esposa personagem de Nathan Fillion na comédia dramática Waitress (2007). Mais tarde, ela apareceu em vários filmes independentes.
De 2006 a 2007, Stanchfield fez parte do elenco regular da série de drama pós-apocalíptica da CBS Jericho como April Green. Em 2007, ela interpretou Amelia Joffe (substituindo Annie Wersching por duas semanas em maio) na novela diurna da ABC, General Hospital. Mais tarde, ela foi escalada para o papel recorrente como Helen Bishop em Mad Men, aparecendo em cinco episódios. Ela também interpretou Shannon Gibbs, a primeira esposa do personagem de Mark Harmon, em NCIS série da CBS, aparecendo em sete episódios de 2006 a 2015. Stanchfield também estrelou como Meredith, a primeira ex-esposa do personagem-título, na série de comédia dramática da ABC Castle em  2009 e 2013.

### 2012–presente
Em março de 2011, Shonda Rhimes escalou Stanchfield em sua série de drama política Scandal. Antes de Scandal, Stanchfield teve papel convidado em Shonda Rhimes 'Private Practice em 2008. A série estreou na ABC em 5 de abril de 2012. Ela interpretou o papel de Abby Whelan, a investigadora da empresa de personagem principal, e mais tarde a secretária de imprensa da Casa Branca. A série durou sete temporadas e 124 episódios, terminando em 2018. Em 2017, ela dirigiu todos os seis episódios de Gladiator Wanted, uma série da web que estreou antes da estréia da sexta temporada e apresenta Guillermo Diaz como Huck, Katie Lowes como Quinn, Cornelius Smith Jr. como Marcus e George Newbern como Charlie. Em 2018, ela dirigiu um episódio da temporada final intitulado "The Noise".
Durante seus anos de Scandal, Stanchfield co-estrelou em vários filmes. Ela apareceu no thriller de terror e crime Carnage Park (2016), que estreou no Festival de Cinema de Sundance, e co-estrelou ao lado de Raza Jaffrey e Stana Katic em The Rendezvous (2017). Ela estrelou ao lado de Emily Bett Rickards e Meaghan Rath no terror misterioso The Clinic. Em 2018, ela foi escalada como a mãe do personagem principal no drama Justine. Ela também interpretou a mãe do personagem principal no filme de drama romântico de 2020, Stargirl, dirigido por Julia Hart.
Em 30 de janeiro de 2019, foi anunciado que Stanchfield havia sido escalada em um dos papéis principais da série Locke & Key do gênero drama sobrenatural como Nina Locke. A primeira temporada estreou em 7 de fevereiro de 2020 e recebeu críticas positivas dos críticos.

## Vida pessoal
Em 2009, Stanchfield casou-se com Joseph Mark Gallegos, ex-executivo da Trailer Park, Inc.

## Filmografia

### Filmes
| Ano  | Título                     | Papel             | Notas                                                                  |
| ---- | -------------------------- | ----------------- | ---------------------------------------------------------------------- |
| 2005 | The Picture of Dorian Gray | Sibyl Vane        |                                                                        |
| 2007 | Waitress                   | Francine Pomatter |                                                                        |
| 2008 | The Square Root of 2       | Rachel Lehrer     | Primeiro filme com Darby Stanchfield em um papel principal             |
| 2008 | The Sacrifice              | Loretta Johnson   | Festival de Filmes Internacional de Monaco de melhor atriz coadjuvante |
| 2009 | Open House                 | Beth Dunne        | Curta-metragem                                                         |
| 2011 | Clay                       | Woman             | Curta-metragem                                                         |
| 2011 | Finding Hope               | Loretta           |                                                                        |
| 2011 | The Guest Room             | Karen             |                                                                        |
| 2011 | Fixing Pete                | Cynthia           |                                                                        |
| 2015 | Loserville                 | Evelyn MacDonald  |                                                                        |
| 2016 | Carnage Park               | Ellen San Diego   |                                                                        |
| 2016 | The Rendezvous             | Ruthie            |                                                                        |
| 2017 | Willie and Me              | Rebecca           |                                                                        |
| 2018 | The Clinic                 | Emily             |                                                                        |
| 2019 | Justine                    | Alison Green      |                                                                        |
| 2020 | Stargirl                   | Gloria Borlock    |                                                                        |
| 2020 | Mosquito                   | Clementine Bell   |                                                                        |

### Televisão
| Ano        | Título                        | Papel          | Notas                                                 |
| ---------- | ----------------------------- | -------------- | ----------------------------------------------------- |
| 2000       | Diagnosis: Murder             | Nora           | Episódio: "Hot House"                                 |
| 2001       | Angel                         | Denise         | Episódio: "Happy Anniversary"                         |
| 2002       | That '80s Show                | Spokesmodel #1 | Episódio: "Road Trip"                                 |
| 2002       | American Dreams               | Amy            | Episódio: "The Fighting Irish"                        |
| 2003       | Monk                          | Erin Hammond   | Episódio: "Mr. Monk Goes to the Ballgame"             |
| 2004       | It's All Relative             | Jordan F.      | Episódio: "Who's Camping Now"                         |
| 2004       | Good Girls Don't...           | Redhead        | Episode: "Whatever Happened to Jane's Baby?"          |
| 2004       | Strong Medicine               | Hilary Davis   | Episódio: "Code"                                      |
| 2004       | Single Santa Seeks Mrs. Claus | Store Clerk    | Filme televisivo                                      |
| 2005       | Without a Trace               | Kim            | Episódio: "End Game"                                  |
| 2005       | 24                            | Shari          | Episódio: "Day 4: 5:00 a.m.-6:00 a.m."                |
| 2005       | The Inside                    | Garota nova    | Episódio: "New Girl in Town"                          |
| 2005       | Nip/Tuck                      | Aimee Bolton   | Episódio: "Tommy Bolton"                              |
| 2006       | Campus Ladies                 | Mikka          | Episódio: "Night of the Condom"                       |
| 2006–2007  | Jericho                       | April Green    | 15 episódios                                          |
| 2006–2015  | NCIS                          | Shannon Gibbs  | 7 episódios                                           |
| 2007       | Bones                         | Connie Lopata  | Episódio: "The Bodies in the Book"                    |
| 2007       | General Hospital              | Amelia Joffe   | 10 episódios                                          |
| 2007       | Cold Case                     | Melissa Carter | Episódio: "Thick as Thieves"                          |
| 2007       | Exes and Ohs                  | Sienna         | 3 episódios                                           |
| 2007–2008  | Mad Men                       | Helen Bishop   | 5 episódios                                           |
| 2008       | Private Practice              | Tess Milford   | Episódio: "Tempting Faith"                            |
| 2009       | Exes & Ohs                    | Sienna         | Episódio: "Fish in a Barrel"                          |
| 2009       | The Mentalist                 | Stevie Caid    | Episódio: "Paint It Red"                              |
| 2009       | Ghost Whisperer               | Greer Clarkson | Episódio: "Delusions of Grandview"                    |
| 2009       | Life                          | Ella Holden    | Episódio: "Initiative 38"                             |
| 2009       | CSI: NY                       | Dawn Higgins   | Episódio: "It Happened to Me"                         |
| 2009, 2013 | Castle                        | Meredith       | Episódios: "Always Buy Retail" e "Significant Others" |
| 2010       | How I Met Your Mother         | Marissa Heller | Episódio: "Robots Versus Wrestlers"                   |
| 2011       | CSI: Miami                    | Linda Hill     | Episódio: "F-T-F"                                     |
| 2011       | Burn Notice                   | Sadie Forte    | Episódio: "Eye for an Eye"                            |
| 2012–2018  | Scandal                       | Abby Whelan    | Elenco principal, 120 episódios                       |
| 2020–2022  | Locke & Key                   | Nina Locke     | Papel principal                                       |

### Web
| Ano  | Titulo           | Papel | Notas                 |
| ---- | ---------------- | ----- | --------------------- |
| 2017 | Gladiator Wanted | N/A   | Diretora, 6 episódios |